# Авраам Мордкін
Авраам Мордкін (фр. Abraham Mordkhine; 1873-1943) — французький художник-імпресіоніст єврейського походження.

## Біографія
Народився у 1873 році в Катеринославі (сучасний Дніпро). Його батько був дрібним промисловцем, що займався виробництвом текстилю. У дитинстві навчався у релігійній школі.
З 1917 року Авраам див і працював у Парижі. Малював пейзажі, натюрморти, міські види в імпресіоністському стилі.
Під час Другої світової війни він переховувався у санаторії в Робінсоні, поруч з Парижем. 11 лютого 1943 року Авраама Мордкіна заарештовали гестапо та інтернований у концтабір Дрансі. 2 березня 1943 року депортований ешелоном у Майданек, де страчений 7 березня 1943 року.